# Hütte – Des Ingenieurs Taschenbuch

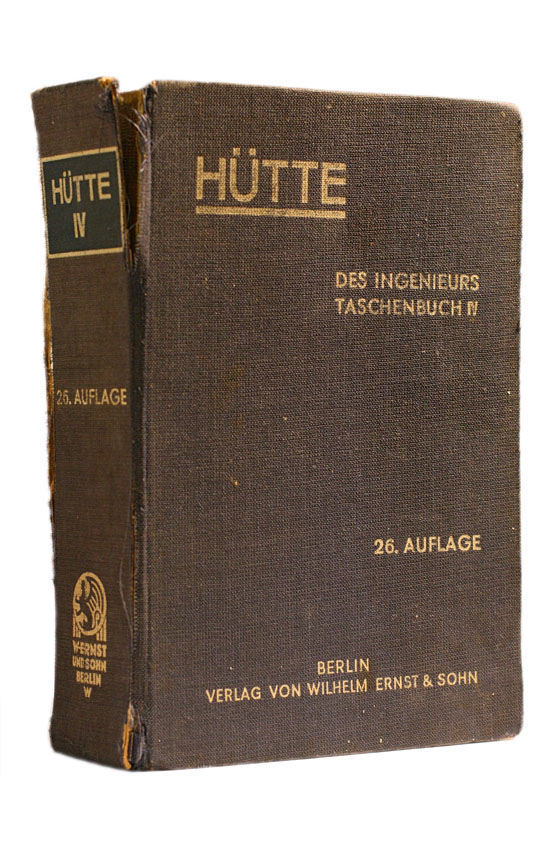
Exemplar aus dem Jahr 1938

Das Hütte – Des Ingenieurs Taschenbuch (heute Hütte – Das Ingenieurwissen) ist ein Nachschlagewerk für Ingenieure verschiedener Richtungen. Zusammengestellt wurde es erstmals 1857 vom Akademischen Verein Hütte, aus dem auch der Verein Deutscher Ingenieure (VDI) hervorging. Die verschiedenen Autoren waren Mitglieder der Verbindung. Die technischen Abbildungen wurden in Holzschnitttechnik von Otto Ebel erstellt. Es wird bis heute in ständig überarbeiteten Auflagen verlegt und gilt deshalb als das älteste heute noch erhältliche ingenieurwissenschaftliche Nachschlagewerk.

## Erste Auflage 1857 und bibliophiler Reprint 2007

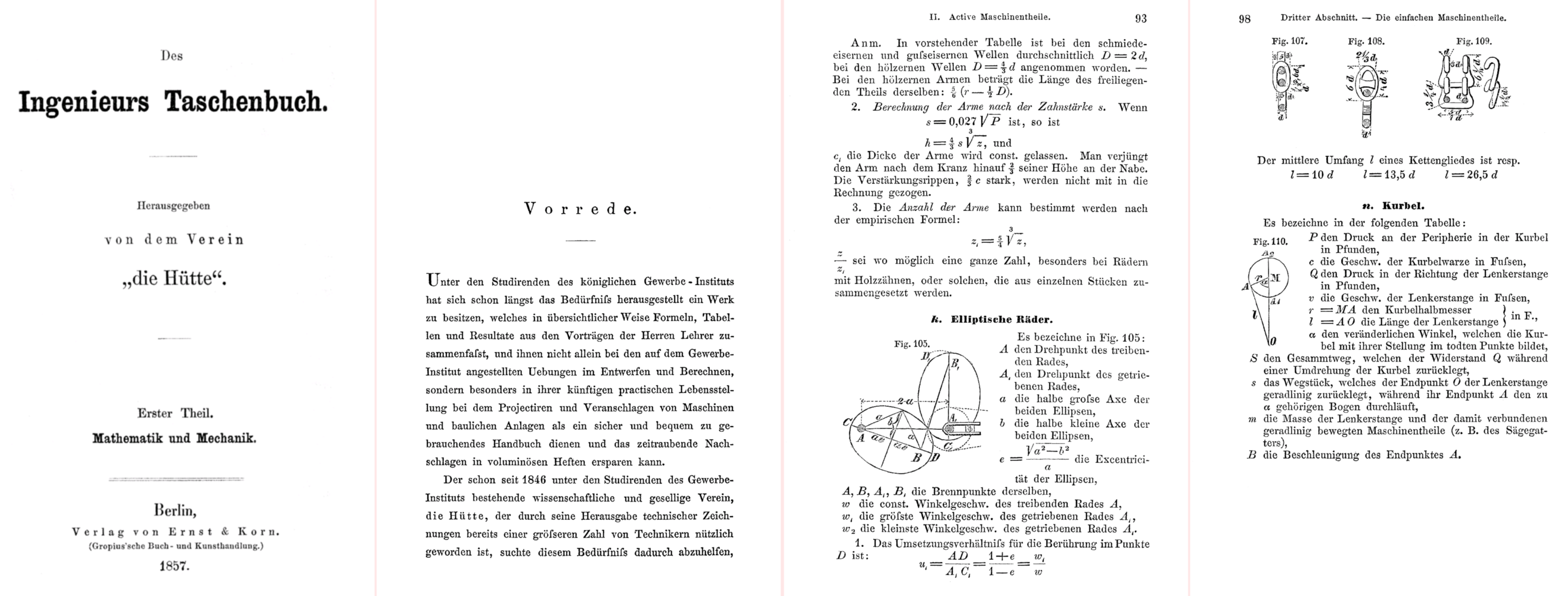
Vier Seiten der ersten Auflage (Reprint 2007)

Das Buch war zunächst in drei Abschnitte unterteilt: Mathematik und Mechanik, Maschinenbau und Technologie sowie Bauwissenschaft und erschien ursprünglich im Verlag Ernst & Korn (Gropius’sche Buch- und Kunsthandlung), Berlin, dem späteren Ernst und Sohn, bei dem es bis 1971 erschien.
Zum 150-jährigen Jubiläum 2007 wurde die erste Auflage als bibliophiler Reprint neu herausgegeben.

## Historische Entwicklung

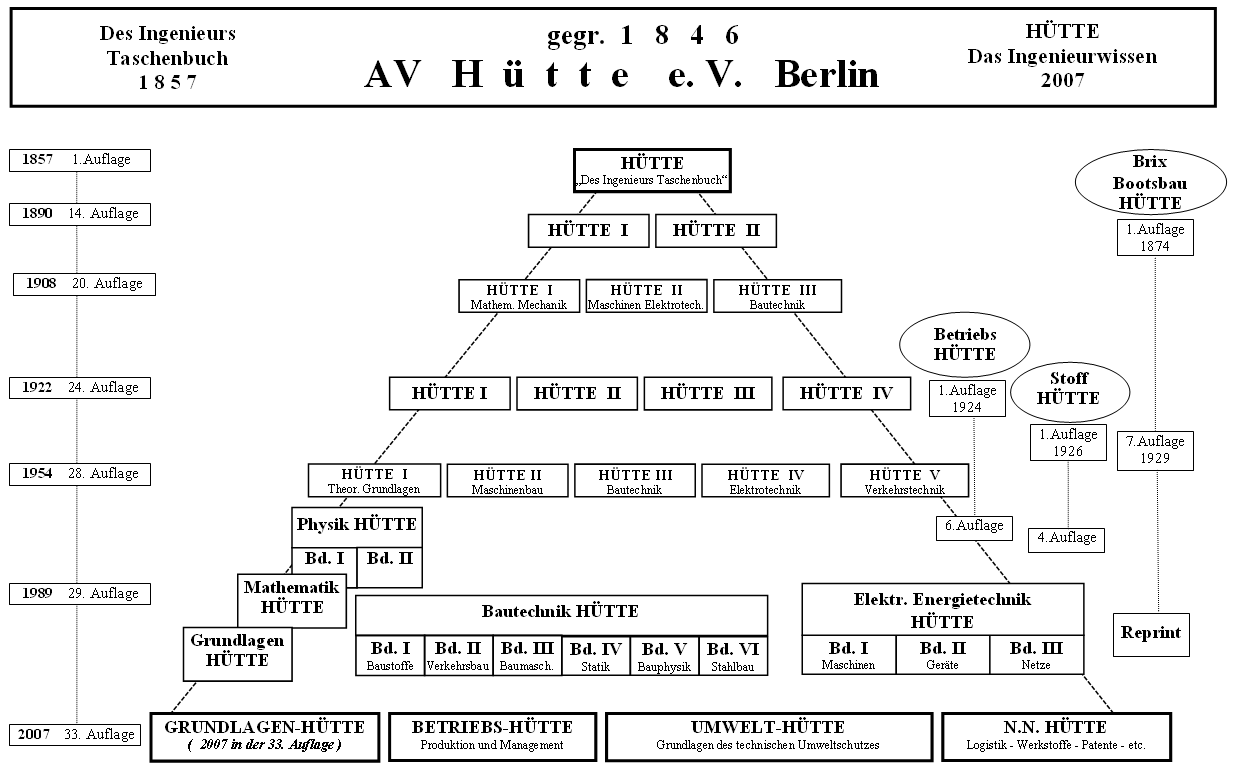
„Stammbaum“

Ausgehend von der ersten Ausgabe 1857 wurden im Laufe der Jahrzehnte weitere Buchreihen entwickelt. Das Nachschlagewerk entwickelte sich schnell zu einem Standardwerk für Ingenieure und wurde wegen der großen Nachfrage häufig neu aufgelegt und in andere Sprachen übersetzt. 1890 wurde das Werk in zwei, 1908 in drei und schließlich 1922 in vier Bände aufgeteilt. Mit der 27. Auflage 1949 entfiel Band vier wieder.

## Neuere Geschichte
In den ersten Jahren nach dem Zweiten Weltkrieg wurde das Werk zeitweise sowohl in der Bundesrepublik Deutschland als auch in der DDR verlegt.
Seit dem 16. Juni 1971 verlegt der wissenschaftliche Springer-Verlag das Taschenbuch und ist bis heute Verleger sämtlicher Hütte-Handbücher. Gleichzeitig nannte sich die Reihe jetzt Hütte – Taschenbücher der Technik. Ab der 29. Auflage 1989 (Bandherausgeber Horst Czichos), die völlig neu bearbeitet wurde, erschien das Werk unter dem Titel Hütte – Die Grundlagen der Ingenieurwissenschaften wieder einbändig. Mit der 32. Auflage erfolgte eine erneute Umbenennung in den aktuellen Namen Hütte – Das Ingenieurwissen.
Zum 150-jährigen Jubiläum im Jahr 2007 erschien das Buch in der 33. Auflage. Es orientierte sich wiederum am aktuellen Stand der Wissenschaft und Technik und an den Lehrplänen der Technischen Universitäten und Fachhochschulen und umfasst die folgenden Abschnitte:
- Mathematisch-naturwissenschaftliche Grundlagen:

A Mathematik und Statistik
B Physik
C Chemie
- Technologische Grundlagen:

D Werkstoffe
E  Technische Mechanik
F  Technische Thermodynamik
G  Elektrotechnik
H  Messtechnik
I   Regelungs- und Steuerungstechnik
J  Technische Informatik
- Grundlagen für Produkte und Dienstleistungen:

K  Entwicklung und Konstruktion
L  Produktion
- Ökonomisch-rechtliche Grundlagen:

M Betriebswirtschaft
N Management
O Normung
P Recht
Q Patente
Die 34. Auflage erschien 2012, und die 35. Auflage ist für 2024 geplant.